# Потяко Петро Тимофійович
Петро́ Тимофі́йович Потя́ко (? — ?) — український бандурист, майстер з виготовлення високоякісних бандур з Конотопа.

## Відомості
Був добрим майстром бандур, одним з організаторів в 1928 році Конотопської міської капели бандуристів «Відродження» під орудою П. Кононенка, з якою з успіхом гастролював у Сумах, Липецьку, Тамбові, Саратові, Курську, Львові та Москві. Значною мірою сприяв розвитку капели. Також виступав у капелі Конотопської райнаросвіти.